# U-434
Unterseeboot 434 foi um submarino alemão do Tipo VIIC, pertencente à Kriegsmarine, que atuou durante a Segunda Guerra Mundial.
O U-434 esteve em operação no ano de 1941, realizando neste período uma patrulha de guerra, na qual não afundou nenhuma embarcação aliada.
Foi afundado por cargas de profundidade lançadas pelos contratorpedeiros britânicos HMS Blankney e HMS Stanley ao norte da Ilha da Madeira, Portugal  no dia 18 de dezembro de 1941, causando a morte de dois tripulantes, deixando 42 tripulantes.

## Comandantes
| Comandante     | Data                                         |
| -------------- | -------------------------------------------- |
| Wolfgang Heyda | 21 de junho de 1941 - 18 de dezembro de 1941 |

## Subordinação
Durante o seu tempo de serviço, esteve subordinado às seguintes flotilhas:
| Período                                        | Flotilha                                  |
| ---------------------------------------------- | ----------------------------------------- |
| 21 de junho de 1941 - 1 de novembro de 1941    | 7. Unterseebootsflottille (treinamento)   |
| 1 de novembro de 1941 - 18 de dezembro de 1941 | 7. Unterseebootsflottille (serviço ativo) |

## Operações conjuntas de ataque
O U-434 participou das seguinte operações de ataque combinado durante a sua carreira:
- Rudeltaktik Steuben (14 de novembro de 1941 - 1 de dezembro de 1941)
- Rudeltaktik Seeräuber (15 de dezembro de 1941 - 18 de dezembro de 1941)

## Coordenadas
1. ↑  em posição 36° 15' N 15° 48' O